# Korres (Unternehmen)
Korres Natural Products S.A. (griechisch Κορρές Φυσικά Προϊόντα Α.Ε.) ist ein börsennotiertes Unternehmen mit Hauptsitz in der Athener Vorstadtgemeinde Metamorfosi, das Naturkosmetik aus Pflanzen der griechischen Flora für die Körperpflege herstellt.

## Geschichte
Korres ist das führende Naturkosmetikunternehmen Griechenlands. Es wurde von dem Apothekerpaar Giorgos (George) und Lena Korres in Athen gegründet. 1992 übernahmen sie die Apotheke der Familie und wandten sich nach eigener Angabe ab 1996 der Herstellung von Kosmetika zu. Im März 2007 ging das Unternehmen an die Athener Börse. Seit dem 4. Juni 2008 sind neuen Aktien des Unternehmens „KORRES S.A. NATURAL PRODUCTS“ zum Handel an der ATHEX zugelassen.
Seit 2010 ist Korres als Partner an dem von der Europäischen Union geförderten Agrocos-Projekt des pharmazeutischen Fachbereichs der Universität Athen beteiligt, das an einer Nutzbarmachung von Naturprodukten arbeitet und eine Pflanzen- und Flüssigkeitenbibliothek aufbaut. Korres war ab 2012 im Rahmen des 7. Forschungsrahmenprogramms der Europäischen Kommission am 4-jährigen NATPROTEC-Projekt beteiligt, mit dem Ziel kosmetisch-pharmazeutische Mittel aus europäischen natürlichen Ressourcen, unter Einsatz neuer und umweltfreundlicher Technologien, zu entwickeln.
Korres gab 2018 eine strategische Beteiligungsvereinbarung mit einer Morgan-Stanley-Tochter und einem chinesischen Vertriebsunternehmen für Kosmetikprodukte bekannt. Ziel war es über die Märkte in Europa, Nord- und Lateinamerika hinaus, die Marke besonders in China, Hongkong und Macau zu etablieren. Dazu wurden Eigenkapitalanteile an eine zyprische Holding übertragen, die zuvor gegründet wurde und sich vollständig im Besitz von George Korres befindet.
Für die Ausstellung „The countless aspects of Beauty“ («Οι αμέτρητες όψεις του Ωραίου») im Archäologischen Nationalmuseum Athen 2018–2019 wurde Korres beauftragt zwei nach antiken Quellen nachgebildete Parfüme zu kreieren. Dabei handelte es sich weltweit um die ersten Versuche, antike Parfums basierend auf Hinweisen aus Linear-B-Tafeln sowie aus Rezepturen und Informationen aus den Werken von Dioskurides und Theophrastos sowie späteren Forschungen zur Herstellung aromatischer Öle.
In Zusammenarbeit mit der griechischen Fluggesellschaft Aegean Airlines wurde 2023 für die weiblichen Mitarbeiterinnen ein kompletter Make-up-Look geschaffen.

## Produkte
Insgesamt stellt Korres über 500 Produkte in den Bereichen Körper-, Gesichts- und Haarpflege her sowie pharmazeutische Kräuterprodukte. Sie basieren nach Angaben des Unternehmens „auf der Erfahrung mit über 3000 homöopathischen Kräutern und Kräutermischungen“, die Kosmetika seien frei von Mineralöl und Silikonen. Ein Teil der Rezepturen habe seinen Ursprung in der griechischen Volksmedizin, z. B. eine Sonnencreme auf Joghurtbasis, da in Griechenland Sonnenbrand traditionell mit Joghurt behandelt wird. Korres-Produkte sind von der französischen Kontrollorganisation Ecocert mit dem Siegel „Naturkosmetik“, bei dem ein Anteil von fünf Prozent synthetischen Substanzen erlaubt ist, zertifiziert.
Untersuchungen der Zeitschrift Ökotest ergaben wiederholt problematische Inhaltsstoffe bei Korres-Produkten. So wurden 2009 in der Körperbutter Body Butter Guava unter anderem polyzyklische Moschus-Verbindungen nachgewiesen, Duftstoffe, die sich laut Ökotest im Fettgewebe anreichern und möglicherweise die Leber schädigen können. 2016 wurde in der Korres Citrus Bodymilk ein künstlicher Duftstoff nachgewiesen und nachträglich die Gesamtbewertung von gut auf ausreichend herabgestuft. 2021 wurden Problemstoffe bei Korres Dauerhafte Haarfarbe Arganöl 5.0 festgestellt.
Für das Gesichtsserum Wild Rose Spotless Serum erhielt Korres 2018 einen Best of Beauty Award des US-amerikanischen Frauenmagazins Allure. Von der Tierrechtsorganisation PETA wurde Korres 2021 mit dem Vegan Beauty Award für das Männerpflegeprodukt Borage Mattierende Feuchtigkeitscreme ausgezeichnet.
Obwohl sich Korres als Marke für Naturkosmetik positioniert, entsprechen Produkte nicht immer den Anforderungen von Naturkosmetik. Bereits unter den ausgewiesenen Inhaltsstoffen finden sich entweder unzulässige, verbotene oder giftigen Substanzen. Einige der Bestandteile gelten zwar als nicht gefährlich, sind aber dennoch weder natürlich noch organisch.